# Governo Depretis II
Il Governo Depretis II è stato il sedicesimo esecutivo del Regno d'Italia, il secondo guidato da Agostino Depretis.  
Esso, nato in seguito alle dimissioni del governo precedente, è stato in carica dal 26 dicembre 1877 al 24 marzo 1878 (sebbene già dimissionario dall’8 marzo), per un totale di 88 giorni, ovvero 2 mesi e 26 giorni.
In questo governo divenne operativo, per la prima volta, il nuovo “Ministero del Tesoro” creato dal precedente governo con Regio decreto (R.D. 26 dicembre 1877, n. 4129). Il “Ministero dell'agricoltura, dell'industria e del commercio”, invece, fu soppresso allo stesso modo (R.D. 26 dicembre 1877, n. 4220).

## Compagine di governo

### Appartenenza politica
| Partito | Partito          | Presidente | Ministri | Totale |
| ------- | ---------------- | ---------- | -------- | ------ |
|         | Sinistra storica | 1          | 9        | 10     |

### Situazione parlamentare
NOTA: Ai tempi del Regno d'Italia, poiché secondo lo Statuto Albertino il governo rispondeva nei fatti al solo Re, la fiducia parlamentare in senso moderno non era obbligatoria (ed in tal senso vari sono stati i casi di formazione di un governo palesemente privo di tale supporto). La prassi di determinare la sopravvivenza dell’esecutivo in base al supporto parlamentare, dunque, si è andata sviluppando solo successivamente, specie con l’ascesa dei partiti di massa e con l’introduzione del sistema proporzionale, in tempi molto più tardi rispetto all’unità, ed ufficialmente solo con la Costituzione della Repubblica Italiana. Per questo motivo, il grafico sottostante espone, secondo ricostruzioni e dichiarazioni, nonché secondo la composizione del governo, l’eventuale supporto che questo avrebbe o ha ottenuto.
Al momento della sua formazione, il 26 dicembre 1877:
| Camera              | Collocazione | Partiti   | Seggi     |
| ------------------- | ------------ | --------- | --------- |
| Camera dei deputati | Maggioranza  | DEM (414) | 414 / 508 |
| Camera dei deputati | Opposizione  | PLC (94)  | 94 / 508  |

Al momento della sua caduta, l’8 marzo 1878:
| Camera              | Collocazione | Partiti                                | Seggi     |
| ------------------- | ------------ | -------------------------------------- | --------- |
| Camera dei deputati | Governo      | DEM (253)                              | 253 / 508 |
| Camera dei deputati | Opposizione  | DEM-D. (141), PLC (94), ER-EX DEM (20) | 255 / 508 |

## Composizione
| Carica                                | Titolare                              | Titolare                                                | Titolare                                                   |
| Presidenza del Consiglio dei ministri | Presidenza del Consiglio dei ministri | Presidenza del Consiglio dei ministri                   | Presidenza del Consiglio dei ministri                      |
| ------------------------------------- | ------------------------------------- | ------------------------------------------------------- | ---------------------------------------------------------- |
| Presidente del Consiglio dei ministri |                                       |                                                         | Agostino Depretis (Sinistra storica)                       |
| Ministero                             | Ministri                              | Ministri                                                | Ministri                                                   |
| Affari Esteri                         |                                       |                                                         | Agostino Depretis (Sinistra storica)                       |
| Lavori Pubblici                       |                                       |                                                         | Francesco Paolo Perez (Sinistra storica)                   |
| Interno                               |                                       |                                                         | Francesco Crispi (Sinistra storica) (fino al 7 marzo 1878) |
| Interno                               |                                       | Agostino Depretis (Sinistra storica) (dal 7 marzo 1878) |                                                            |
| Pubblica Istruzione                   |                                       |                                                         | Michele Coppino (Sinistra storica)                         |
| Guerra                                |                                       |                                                         | Luigi Mezzacapo (Sinistra storica)                         |
| Marina                                |                                       |                                                         | Benedetto Brin (Indipendente)                              |
| Finanze                               |                                       |                                                         | Agostino Magliani (Sinistra storica)                       |
| Grazia e Giustizia e Culti            |                                       |                                                         | Pasquale Stanislao Mancini (Sinistra storica)              |
| Tesoro                                |                                       |                                                         | Angelo Bargoni (Indipendente)                              |

## Cronologia

### 1877
- 26 dicembre - Il Governo giura dinnanzi al Re.

### 1878
- 10 gennaio - In occasione del decesso del Re Vittorio Emanuele II di Savoia, il governo rassegna delle dimissioni di cortesia. Il nuovo Re, Umberto I di Savoia, secondo la prassi, le respinge.
- 8 marzo - In seguito ad una frattura in seno alla sinistra, che porta all’elezione di Benedetto Cairoli a Presidente della Camera dei Deputati, con la complicità della neo-formata Estrema sinistra storica, avendo il governo impegnato informalmente in precedenza il proprio mandato alla condizione che Giuseppe Biancheri venisse eletto, il Presidente del Consiglio rassegna le proprie dimissioni dinnanzi al Re, il quale incaricò proprio Cairoli di formare un nuovo governo.
- 24 marzo - Con il giuramento del nuovo esecutivo termina ufficialmente l’esperienza di governo.